# L'antidoto (singolo)
L'antidoto è un singolo del rapper italiano Inoki, pubblicato il 9 novembre 2012 come primo estratto dall'album omonimo.

## Descrizione
Il brano, al pari della b-side Cosa ci aspetta, è stato interamente prodotto e curato dal rapper stesso, avvalendosi del produttore Bonnot degli Assalti Frontali per la cura degli arrangiamenti.

## Tracce
1. L'antidoto – 4:36
2. Cosa ci aspetta – 3:45